# Getty Center
O Getty Center é um complexo cultural localizado em Brentwood, um bairro da cidade de Los Angeles nos Estados Unidos. No complexo encontram-se uma série de órgãos ligados ao bilionário Jean Paul Getty: o empreendimento cultural J. Paul Getty Trusts, o museu J. Paul Getty Museum e outras instituições associadas, como o instituto de pesquisas Getty Research Institute, o instituto de conservação Getty Conservation Institute e o instituto de lideranças Getty Leadership Institute, o qual está empenhado em educar museólogos e museólogas principiantes bem como propiciar o aperfeiçoamento a profissionais já experientes nesta área.
O complexo arquitetônico foi concebido pelo arquiteto estado-unidense Richard Meier. Já em meados da década de 1980 o arquiteto estava envolvido no projeto, embora as obras só tenham sido iniciadas em 1991 e se estenderam até 1997. O projeto paisagístico das imediações foi concebido e realizado pela empresa Olin Partnership.
O bilionário Jean Paul Getty reuniu cerca de cinquenta mil obras de arte em seu museu J. Paul Getty Museum, sendo que o seu acesso, logo de início, foi oferecido gratuitamente ao grande público. As coleções concentram peças de arte do período clássico ocidental, como esculturas, pinturas, desenhos, manuscritos e fotografias.

## História e localização
As primeiras instalações do que viria a se tornar o Getty Museum foram iniciadas na residência de J. Paul Getty em Pacific Palisades a partir de 1954. Getty reformou sua própria residência, criando uma ala dedicada a obras de arte de sua coleção particular. Exatos vinte anos depois, o milionário estadunidense concluiu a construção de uma propriedade inspirada nas famosas villas romanas visando abrigar sua cada vez mais crescente coleção de peças raras. Com a morte de Getty, em 1976, toda a propriedade foi passada ao Getty Trust. Contudo, a coleção ultrapassava a capacidade das instalações, que desde então têm sido denominado Getty Villa, e necessitou de um local maior e mais acessível à população regional. Em 1983, o grupo Getty anunciou a aquisição de uma propriedade de 110 acres na Serra de Santa Mônica, em Los Angeles. O topo da colina ergue-se a 900 pés (270 metros) acima do nível do mar, alto o suficiente para que se aviste não somente toda a cidade de Los Angeles, como também as Montanhas de San Bernardino e o Oceano Pacífico.
O custo total de construção do local gira em torno de 733 milhões de dólares, incluindo 449 milhões de dólares das obras, 115 milhões da aquisição da propriedade e 30 milhões de dólares em equipamentos e outras tecnologias.
Em 1984, Richard Meier foi selecionado para dirigir o projeto do novo complexo artístico. Após um extenso processo de autorizações criativas, as obras foram iniciadas pela Hathaway Dinwiddie em agosto de 1989. A conclusão planejada para 1988 foi adiada para 1995 já que a construção sofreu profundos atrasos. Em 1995, contudo, o local era descrito apenas como "meramente incompleto".
Em 16 de dezembro de 1997, o Getty Center foi finalmente aberto ao público. Apesar do custo total estimado em 350 milhões de dólares em 1990, o total ultrapassou 1 bilhão de dólares. Após a inauguração do complexo, a Getty Villa foi fechada para reformas e restauros intensos, sendo reaberta somente em 28 de janeiro de 2006. Como o novo centro passou a abrigar grande parte da coleção Getty, a antiga residência do bilionário foi transformada em um museu de antiguidade clássica. Atualmente, o acervo do Getty Museum é dividido entre as duas localidades.
Em 2005, após uma série de artigos do Los Angeles Times sobre as práticas financeiras do Getty Trust sob seu então presidente, Dr. Barry Munitz, a Procuradoria-geral da Califórnia abriu investigação sobre o instituto. As denúncias foram arquivadas posteriormente sem nenhuma prova contundente de que leis haviam sido quebradas. O órgão concordou em contratar uma auditoria externa para avaliar futuros investimentos. Entre 2008 e 2009, o museu passou por dificuldades financeiras chegando a cortar 1.487 funcionários para reduzir despesas. O orçamento - que alcançou 6.4 bilhões de dólares em 2007 - foi reduzido para 4.5 bilhões em 2009.

## O Museu

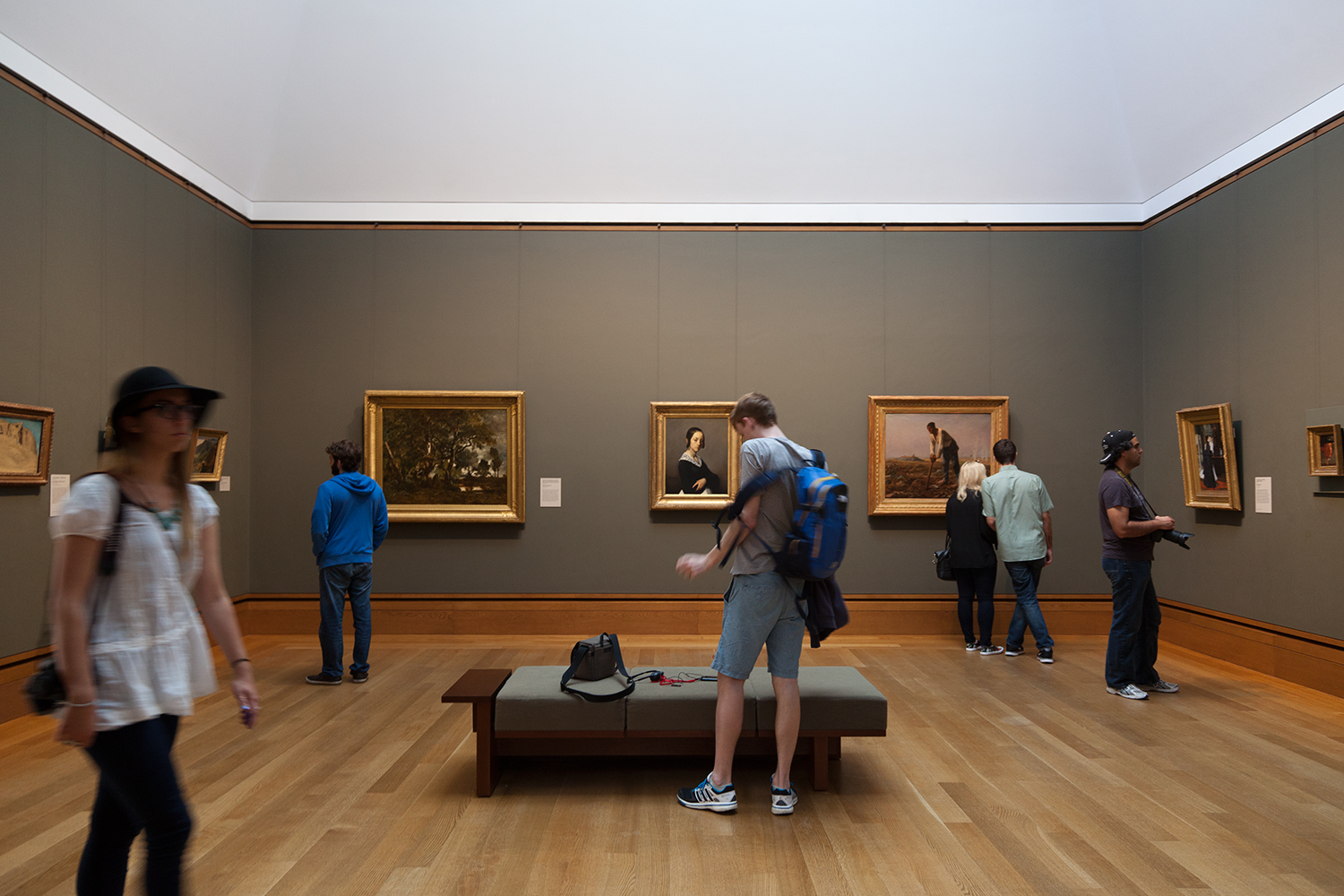
Uma das galerias internas do Getty Center, em 2015.

O Museu J. Paul Getty recebe cerca de 1.8 milhão de visitantes anualmente, sendo um dos mais visitados museus dos Estados Unidos. A coleção exposta no museu inclui "pinturas, gravuras, manuscritos, esculturas e artes decorativas da Europa pré-contemporânea; e fotografias americanas e europeias dos séculos XIX e XX". O acervo da instituição abrigas peças distintas, como:
- Arii Matamoe, de Paul Gauguin (1892). Michael Brand, diretor do museu, afirma que a aquisição desta obra foi "um dos momentos mais importantes da história de nossa coleção".[16] A tradução literal do termo taitiano são "nobre" e "olhos dormentes", o que se traduz comumente como "morte".[17]
- Lírios, de Vincent van Gogh (1889). A pintura foi readquirida em 1990, após ter sido vendia por 53 milhões de dólares em 1987.[18]
- Retrato de Alabardeiro, de Pontormo (1528–1530). Em 1989, quando o museu adquiriu a pintura por 35 milhões de dólares em leilão, "o valor mais do que triplicou o recorde anterior de uma pintura de um dos "grandes mestres".[19]
- Cópia do Retrato de Luís XIV, de Hyacinthe Rigaud (c. 1701).[20]

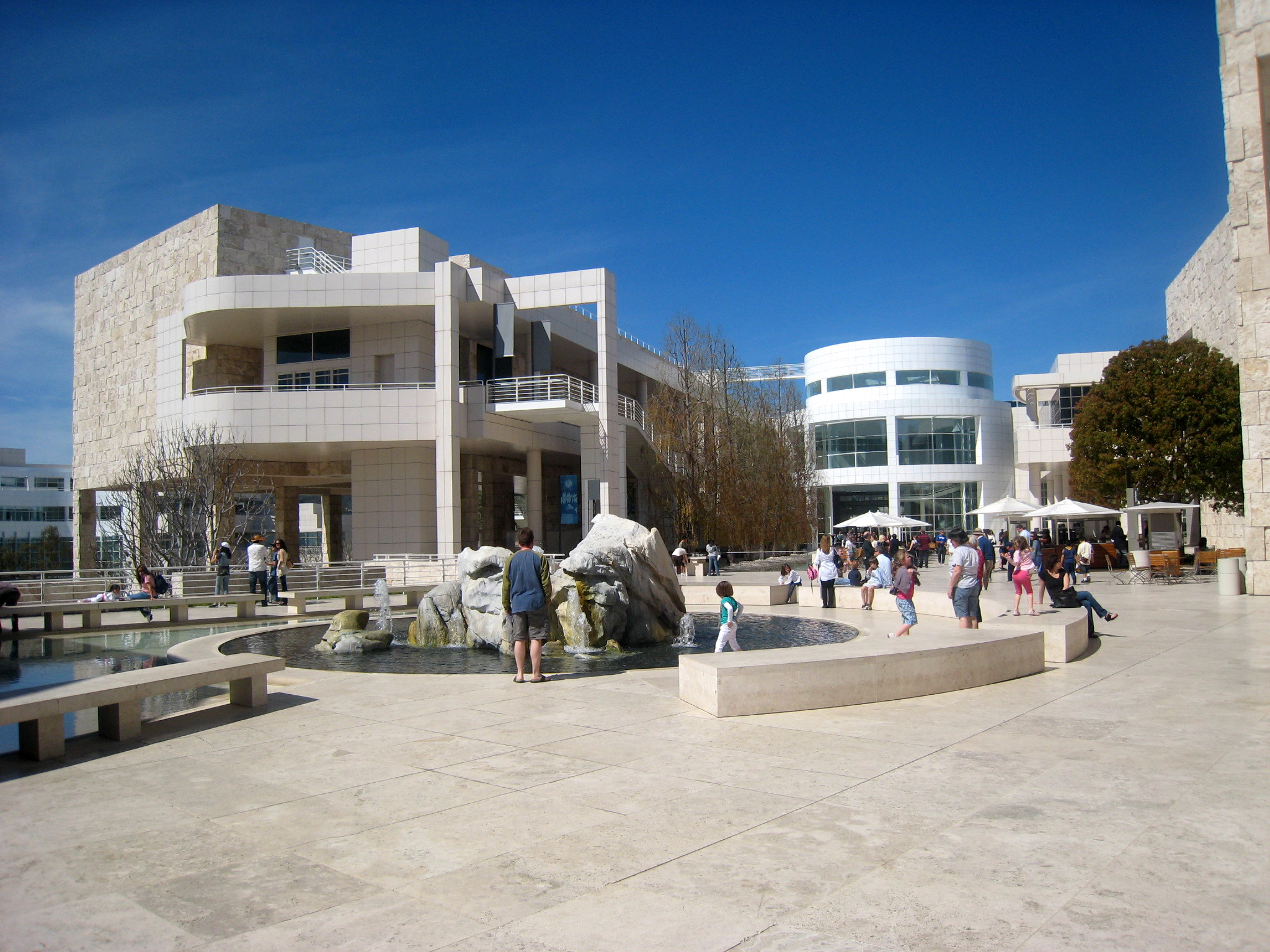
Pátio entre os pavilhões de exposições do museu.

O prédio que abriga o museu inclui um edifício de três níveis fechado ao público que abriga as instalações administrativas e arquivos da coleção. Cinco torres de dois andares compõem os pavilhões de exibição que, por sua vez, servem como abrigo para obras em exibição temporária ou aquelas que excedem a capacidade dos espaços previamente organizados. A coleção permanente é exibida ao longo de outros quatro pavilhões cronológicos: o pavilhão norte abriga a composição mais antiga do acervo enquanto o pavilhão oeste abriga as exposições de arte moderna e contemporânea.
As galerias do primeiro andar em cada pavilhão abrigam toda forma de arte sensível à luz, como manuscritos, móveis ou fotografias. Um sistema de claraboias controladas por computador nas galerias do segundo andar permitem que pinturas sejam expostas à luz natural. O segundo andar é interligado por uma série de pontes envidraçadas que conduzem a amplos terraços abertos, oferecendo vistas sobre a cidade de Los Angeles e a praça central do complexo. Os jardins que circundam o complexo de prédios são decorados por diversas esculturas que também integram a coleção. O andar mais inferior inclui ainda uma cafeteria pública, um restaurante e galerias de fotografias.

## Arquitetura
Em seu projeto, Meier aproveitou as duas elevações naturais (que divergem em um ângulo de 22,5 graus), sobrepondo duas grandes alas ao longo delas. Essas alas servem para definir o espaço do campus ao separar o impacto dos edifícios sobre ele. Ao longo de um eixo, erguem-se as galerias e ao longo do outro eixo estão os prédios administrativos. Meier enfatizou as duas alas ao construir fortes linhas de visão ao longo de todo o complexo. O eixo principal norte-sul se inicia no heliponto, incluindo uma trilha de pedestres entre o auditório e os prédios administrativos, prosseguindo pelo quiosque elevado até a estação de bondes, passando pela rotunda, os muros e apoiando as pilastras sob os pavilhões de exibições e, por fim, a rampa ao lado do pavilhão oeste e o jardim central. Por sua vez, o eixo leste-oeste inicia nos limites do prédio do Getty Research Institute (GRI) - o centro de pesquisas -, incluindo a passagem entre esta ala e o jardim central, passando pela fonte de azaleias no jardim central e finalmente no pátio externo entre os pavilhões sul e leste.

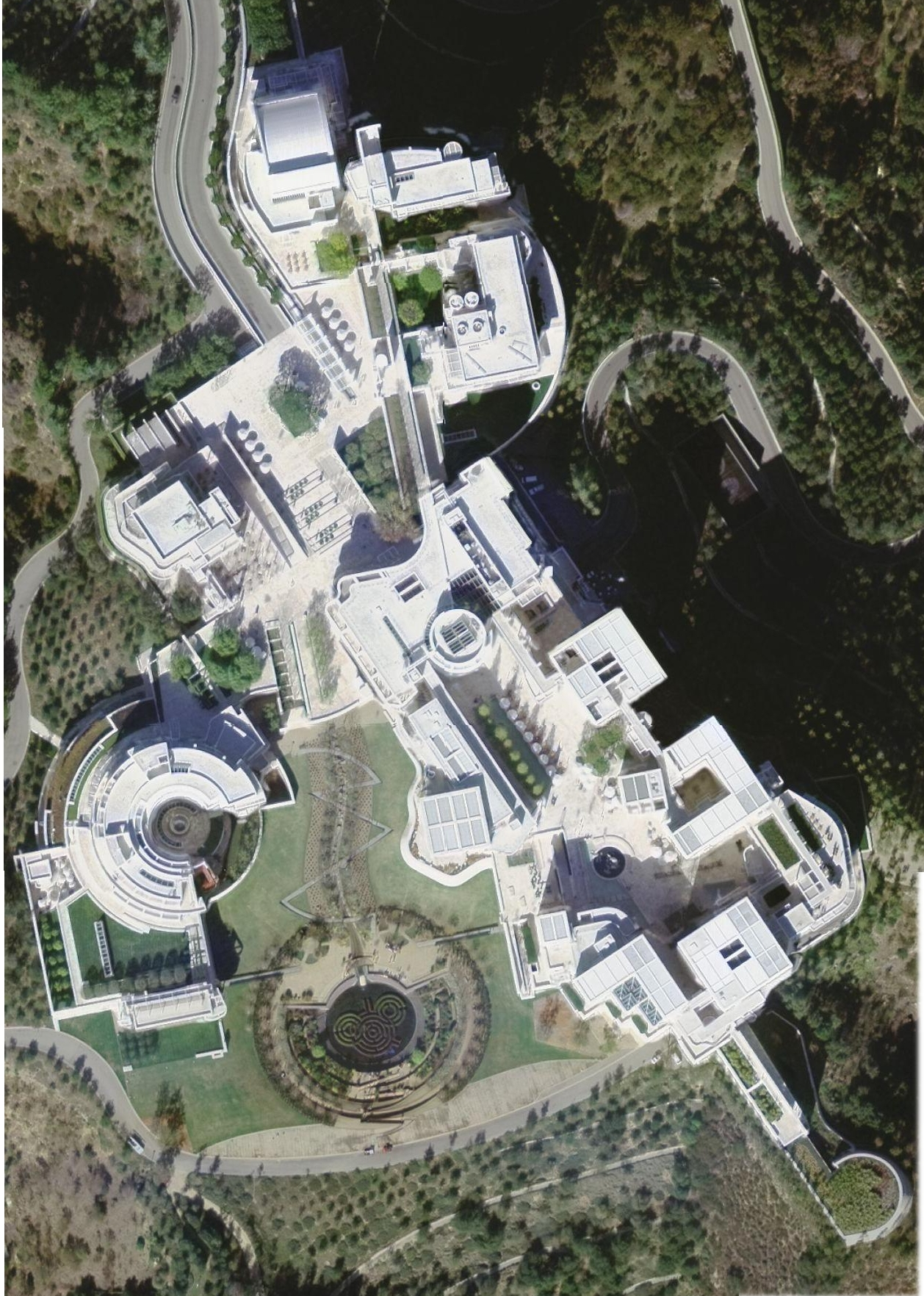
Vista aérea do Getty Center. O edifício circular à esquerda é o Getty Research Institute, o centro de pesquisas do complexo. Os dois edifícios no topo da imagem compõem a ala administrativa, enquanto as edificações à direita são as galerias de exposições do museu.

O eixo principal do complexo inicia na praça frontal, prosseguindo pela borda das escadarias até a entrada principal do museu, alinhando-se às colunas que sustentam a rotundo assim como o ponto central desta, alinhando-se aos bancos de travertino no pátio central entre os pavilhões, incluindo uma passagem estreita entre os pavilhões leste e sul e, enfim, conduzindo a uma escadaria até o jardim de cactus. O eixo correspondente inicia no jardim da biblioteca do centro de pesquisas (GRI), passando pela entrada da rotunda e alinhando-se ao sul do prédio.
O promontório ao norte é marcado por uma área redonda gramada, que serve de heliporto de emergências, enquanto o promontório ao sul é dominado pelo notório jardim de cactus. O complexo é circundado também por diversas vias de rodagem que conduzem aos pontos de desembarque e recebimento de cargas, ambos nas alas oeste e leste dos prédios. A encosta que circunda o complexo foi reflorestada com espécies de carvalho californiano (Quercus agrifolia).
O museu possui ainda um estacionamento subterrâneo de sete andares que dispõe de 1 200 vagas. A cobertura do museu funciona como um jardim externo de esculturas. O complexo é interligado pelo Getty Center Tram, um sistema próprio de bondes elétricos que transporta visitantes desde os estacionamentos até as galerias do museu.

### Jardim Central

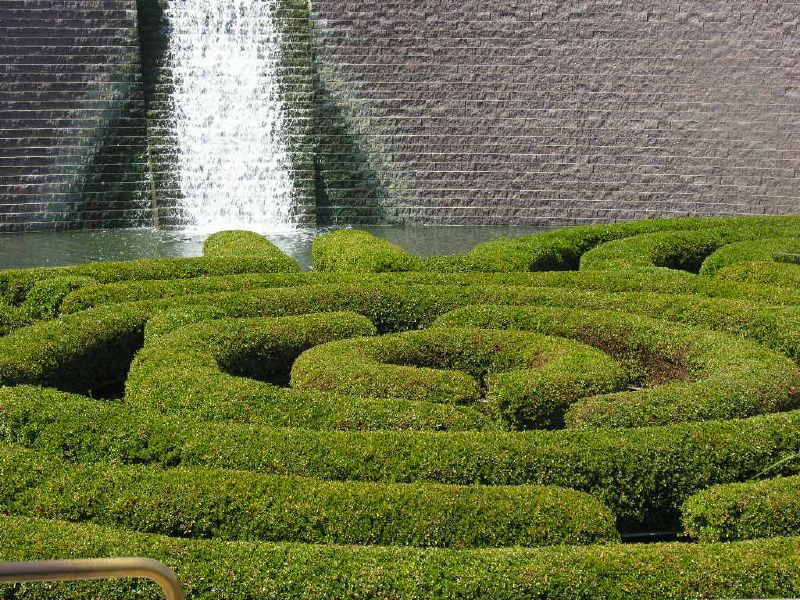
Detalhe da cascata formada pelo curso d'água artificial no jardim central do Getty Center, 2005.

O Central Garden (jardim central) de 12 mil m² é obra do artista estadunidense Robert Irwin. Os projetos paisagísticos tiveram início em 1992, sendo que a construção se iniciou em 1996. O jardim central do complexo foi inaugurado em dezembro de 1997.
Segundo Irwin, o jardim central do Getty Center "é uma escultura em forma de jardim, que pretende ser arte". A água desempenha o papel de destaque no conjunto visual dos jardins. Uma fonte próxima ao restaurante jorra em direção ao jardim e simula uma queda d'água sobre uma gruta artificial limitada por um muro. O fluxo de água restante corre em direção a uma sebe de azaleias. Os paisagistas posicionaram rochas e muretas de variadas dimensões para limitar o fluxo de água sobre o jardim. Um pequeno curso d'água segue em direção à praça central do complexo, sendo recortado por diversas trilhas de concreto, estendendo-se até uma mureta de alvenaria e, enfim, uma fonte circular. Um labirinto de azaleias cobre toda a fonte central do jardim. Mais de 500 variedades de plantas foram selecionadas por Irwin e sua equipe para o jardim central, porém a direção do museu mantém a prática de "sempre modificar, nunca o mesmo duas vezes".

## Getty Research Institute: o centro de pesquisas
O complexo abriga um centro de pesquisas denominado The Getty Research Institute (GRI), fundado em 1983. O órgão é "dedicado ao profundo conhecimento e compreensão constante das artes visuais". Entre outras instalações, o GRI abriga uma biblioteca de 900 mil volumes cadastrados, periódicos, catálogos de leilões e coleções especiais, além de 2 milhões de arquivos de fotografias e arquitetura. O GRI também desenvolve exibições e mantém publicações e programas universitários. Localizado em um edifício oval a oeste da entrada do complexo, o centro de pesquisas possui também uma galeria de arte própria aberta à visitação pública. Entre julho de 2006 e junho de 2007, o instituto possuía aproximadamente 200 funcionários efetivos e contava com orçamento de 63 milhões de dólares.